# Czajka (Schiff)
Die ORP Czajka war das vierte Schiff der Jaskółka-Klasse aus den 1930er Jahren. Konzipiert als Minensucher, war sie auch als Minenleger und zur U-Boot-Jagd vorgesehen.
Die Czajka nahm an allen polnischen Operationen im September 1939 teil und wurde mit der Kapitulation der polnischen Truppen auf Hela am 2. Oktober von der eigenen Mannschaft versenkt. Von der Deutschen gehoben und als Westerplatte reaktiviert, diente sie kurzzeitig in der 7. Minensuchflottille, als Bojenboot, Schulboot beim Sperrversuchskommando, Torpedofangboot, am Kriegsende in einer Geleitflottille und nach Kriegsende beim Deutschen Minenräumdienst. Zurück in der polnischen Marine wurden auf ihr bis 1960 Mannschaften ausgebildet, bevor sie 1970 ausgemustert wurde.

## Marine der zweiten polnischen Republik
Hauptaufgabe der Boote in den dreißiger Jahren war die Ausbildung der Mannschaften in allen seemännischen und technischen Belangen. Im August 1939 befand sich Czajka zusammen mit Rybitwa auf Ausbildungsfahrt an der estnischen und lettischen Küste. Kommandant zu diesem Zeitpunkt war Kapitan Marynarki Aleksy Czerwinski.
Am Morgen des 1. September verließ die polnische Flotte mit dem Minenleger Gryf, dem Zerstörer Wicher, den Minensuchern Jaskółka, Rybitwa, Czajka, Czapla, Żuraw und der Mewa sowie den Kanonenbooten General Haller und Komendant Pilsudski die Basis in Gdingen, um nach Hela zu verlegen und von dort die „Operation Rurka“ durchzuführen. Dabei sollte die Danziger Bucht mit einer Minensperre gegen deutsche Schiffsangriffe geschützt werden.
Während der Überfahrt griffen 33 Sturzkampfbomber vom Typ Ju 87 des Lehrgeschwaders 1 die Flotte an und die „Operation Rurka“ musste abgebrochen werden. Bei diesem Angriff erhielten die Gryf, Wicher und auch Mewa Schäden durch Nahtreffer. Letztere musste von der Rybitwa nach Hela geschleppt werden. Die Mewa verblieb in Hela, während die fünf unbeschädigten Minensucher zum Marinehafen von Jastarnia beordert wurden, wo sie bis Mitte September stationiert blieben.
Die Czajka und die anderen Boote blieben im Dauereinsatz und führten Patrouillenfahrten an der Küste durch. Bei weiteren Einsätzen leisteten Jaskółka, Rybitwa und Czajka am 12. September und erneut am 14. September Feuerunterstützung für polnische Truppen an der Küste bei Rewa. Den zweiten Versuch, eine Minensperre in der Danziger Bucht zu legen, unternahmen die noch einsatzbereiten Boote Czajka, Jaskółka und Rybitwa am 12. September. Dabei warfen sie jeweils 20 Minen südlich von Hela.
Beim deutschen Luftangriff am 14. September auf die im Hafen von Jastarnia liegenden Boote endet ihr Einsatz. Gegen 10.00 Uhr erschienen elf Sturzkampfbomber vom Typ Ju 87 der 4./Trägergruppe 186 über dem Hafen: Rybitwa erhielt einen Treffer von einer Bombe, die allerdings nicht explodierte. Czajka und Żuraw wiesen kleinere Schäden auf, Jaskółka und Czapla dagegen wurden zerstört.
Anschließend wurden Rybitwa, Czajka und Żuraw nach Hela überstellt, wo sie sich zum Zeitpunkt der Kapitulation am 2. Oktober noch befanden. Dort wurden sie von ihren Besatzungen selbst versenkt.

## Deutsche Kriegsmarine
Schnell hoben die Deutschen die Czajka und gliederten sie am 3. Oktober 1939 als Westerplatte in die erst im September aufgestellten 7. Minensuchflottille ein. Aufgabe der Flottille war zu diesem Zeitpunkt die Räumung der polnischen Minensperren in der Danziger Bucht.
Andere Angaben dagegen nennen keinen Einsatz bei der 7. Minensuchflottille, sondern geben den 3. Oktober bzw. auch 17. Oktober als Zeitpunkt für den Einsatz zunächst als Bojenboot und später den 16. Dezember 1939 bzw. allgemein „1940“ für die Überstellung zum Sperrversuchskommando (SVK) in Kiel an. Dort befasste man sich mit der Entwicklung und Erprobung von Seeminen, Zünd- und Räumgeräten. Hier diente das Schiff als Schulboot und war mit einer 2,0-cm-Flak ausgerüstet.
Ab April 1943 erfolgte der Umbau zum Torpedofangboot, die Indienststellung als TFA 11 („Torpedofangboot Ausland“) am 20. August 1943. Ob sie wie die anderen beiden Boote der Jaskółka-Klasse bei der 26. U-Boot-Flottille in Gotenhafen stationiert war, bei der die Torpedoschießausbildung von U-Boot-Kommandanten stattfand, ist unklar, aber wahrscheinlich. Dafür spricht der gemeinsame Einsatz der ehemals polnischen Boote in derselben Geleitflottille am Kriegsende. Als Torpedofangboot hatte sie verschossene Übungstorpedos zu bergen. Bewaffnet war sie während dieser Zeit mit zwei 2,0-cm-Flak.
Am Kriegsende wurde TFA 11 (ex Czajka) mit ihren Schwesterschiffen TFA 7 (ex Mewa) und TFA 8 (ex Rybitwa) sowie den alten Torpedobooten T 139, T 151, T 155, T 156 und T 198 aus dem Ersten Weltkrieg noch einmal zum Dienst in einer Kampfeinheit herangezogen. Zusammen bildeten sie von April bis Mai 1945 die wieder aufgestellte 4. Geleitflottille und versahen bei der Rückführung von Truppen und Zivilbevölkerung aus dem Osten sowie dem Kurland Geleitdienst in der Ostsee.

## Deutscher Minenräumdienst
Nach Kriegsende wurde die Czajka wie die anderen ehemaligen polnischen Boote am 15. Oktober 1945 der 3. Minenräumdivision des Deutschen Minenräumdienstes zugeteilt. Aufgabe der 3. Minenräumdivision mit Sitz in Kopenhagen war die Räumung der Seeminen in den dänischen Gewässern. Die – inzwischen unbewaffnete – Czajka und ihre Schwesterboote sind in den aktiven Flottillen nicht verzeichnet und ist den Reservebooten zuzurechnen.

## Marine der Volksrepublik Polen
In Travemünde fand die polnische Militärkommission im Dezember 1945 die ehemalige Czajka zusammen mit ihren Schwesterschiffen. Die Boote erhielten ihre alten Namen zurück erreichten und am 12. März 1946 die frühere Basis Gdingen. Mit der Rückgabe wurde die Czajka mit Waffen aus deutschen Beständen ausgerüstet und trug nun insgesamt acht 2,0-cm-Flak – aufgeteilt in ein Vierling- und zwei Doppelgeschütze. Diese Bewaffnung behielt das Boot bis Juli 1949.
In Gdingen wurden die Boote einer gründlichen Überholung unterzogen, die bis Juni 1947 abgeschlossen war. Nach der Überholung diente sie kurzzeitig als Schulschiff für die Marineoffiziersschule, bis im Juli 1947 der inzwischen aus England zurückgekehrte Zerstörer Błyskawica diese Aufgabe übernahm. Anschließend wurden sie – entgegen ursprünglichen Planungen, sie zusammen mit ehemaligen sowjetischen Minensuchern in Gdingen zu stationieren – nach Stettin verlegt. Von dort räumten sie bis Mitte 1949 die in polnischer Verantwortung liegenden Küstenabschnitte und Seestraßen von Minen.
Umklassifiziert vom Minensuchboot zum Wachboot D-45 erhielt sie Juli 1949 eine neue Bewaffnung nach sowjetischem Standard und trug nun zwei 3,7-cm-Kanonen in einer Doppellafette, zwei 12,7-mm-Maschinengewehre (1 × 2) sowie zwei Wasserbombenwerfer.
Bis 1960 wurden auf ihr Mannschaften für die U-Boot-Abwehr geschult. In den letzten Jahren diente sie als Wohnboot, bis 1970 der Entschluss zur endgültigen Ausmusterung gefasst und sie abgewrackt wurde.